# 2WLs40/2WLs50
2WLs40 i 2WLs50 – polskie wąskotorowe lokomotywy spalinowe na tor szerokości 750–900 mm, przeznaczone dla górnictwa i przemysłu, produkowane w latach 1954–1975 przez ZNTK Poznań. Obie wersje różniły się zastosowanym silnikiem wysokoprężnym, o mocy 40 lub 50 KM.

## Historia i opis
Lokomotywa 2WLs40 została opracowana przez Biuro Techniczne Fabryki Lokomotyw (Fablok) w Chrzanowie jesienią 1954 roku, jako wersja pochodna lokomotywy WLs40 na szerszy tor 750 mm. Miała takie same zespoły mechaniczne i ogólną konstrukcję, a różnicę stanowiły większe rozmiary z uwagi na większą skrajnię, i odmienny wygląd, z obudową silnika i powiększoną budką maszynisty w formie prostopadłościanów. Rozstaw osi zwiększono o 20 cm, z kolei dzięki poszerzeniu lokomotywy ostoja została skrócona w tylnej części o 20 cm i o tyle zmalała długość całkowita. Powiększono budkę, która stała się szersza o 18 cm i wyższa. Długość całkowita lokomotywy wynosiła 4180 mm, a bez sprzęgów 3760 mm.
Napęd pierwszej wersji 2WLs40 stanowił silnik wysokoprężny S-64L o mocy nominalnej 40 KM, produkowany przez Wytwórnię Silników Wysokoprężnych w Andrychowie. Silnik chłodzony był cieczą, średnica cylindra wynosiła 110 mm, skok tłoka 160 mm, moc nominalną osiągał przy 1000 obr./min, a maksymalnie osiągał moc 44 KM. Silnik połączony był z czterobiegową skrzynią mechaniczną L8, stanowiącą rozwinięcie licencyjnej przekładni Deutz. Napęd był przenoszony na koła tylnej osi za pomocą ślepego wału z korbami Halla i korbowodami, a na przednią oś za pomocą wiązarów. Za skrzynią biegów była przekładnia rewersowa, umożliwiająca jazdę wstecz. Zestawy kołowe były osadzone w łożyskach ślizgowych. Silnik można było uruchamiać rozrusznikiem elektrycznym lub korbą. Lokomotywy były wyposażone w dzwon sygnałowy i gwizdawkę spalinową. Oznaczenie fabryczne 2WLs40 oznaczało „Wąskotorowa Lokomotywa spalinowa” o mocy 40 KM, a 2 stanowiło wyróżnik wersji na szerszy tor.
Po prototypie z 1954 roku, lokomotywy 2WLs40 produkowano seryjnie w ZNTK Poznań od 1957 roku. Od 1960 roku produkowano równolegle wersję z ekonomiczniejszym i mocniejszym silnikiem S-324HL o mocy 50 KM, oznaczoną 2WLs50. Silnik chłodzony był cieczą, średnica cylindra wynosiła 120 mm, skok tłoka 160 mm, moc nominalną osiągał przy 1200 obr./min, a maksymalnie osiągał moc 54 KM.

## Produkcja i eksploatacja

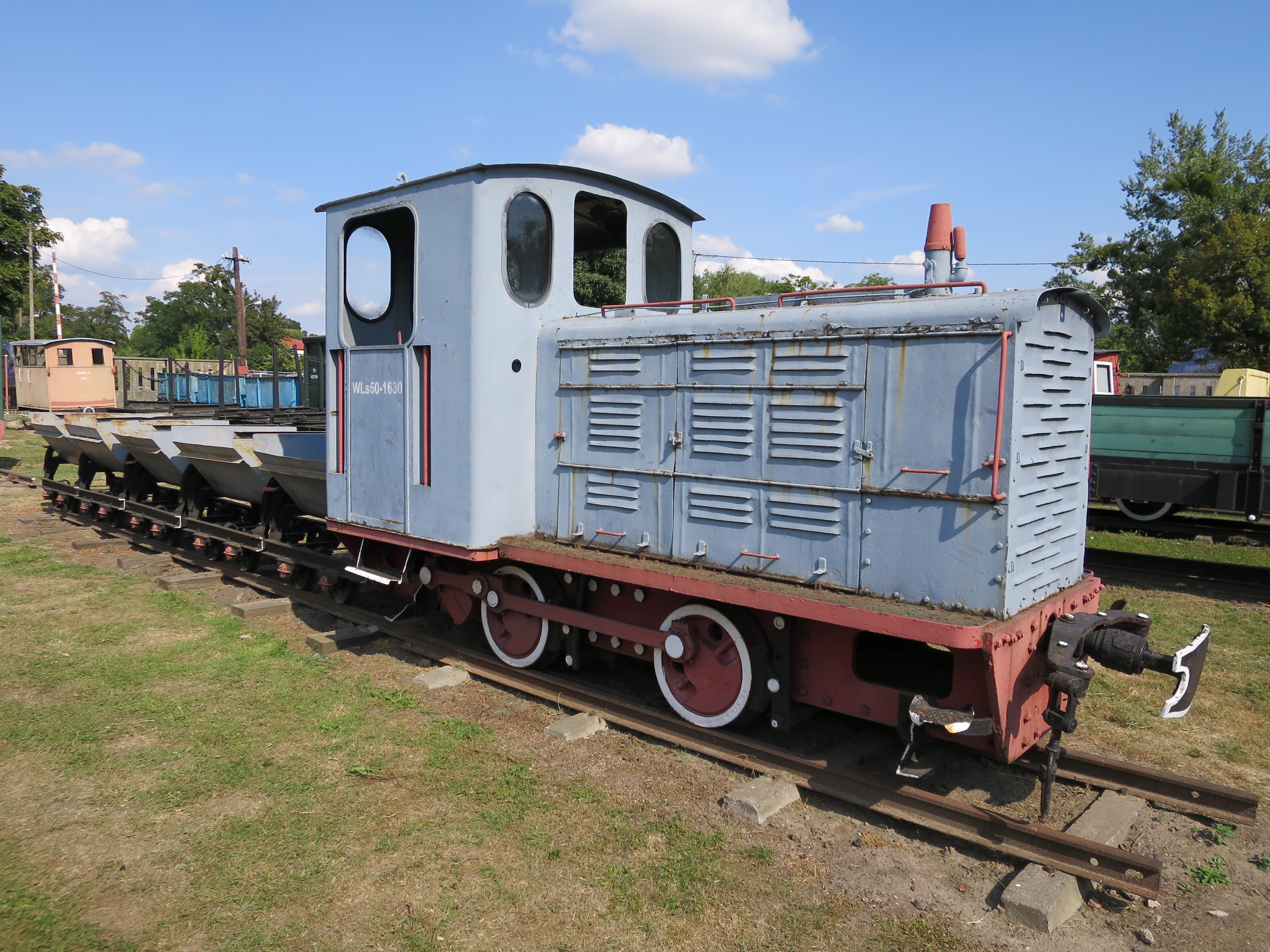
Lokomotywa ze zbiorów Muzeum Kolei Wąskotorowej w Sochaczewie, oznakowana WLs50-1630, pochodząca z Cukrowni Ciechanów

Podaje się w literaturze, że od 1954 do 1975 roku zbudowano 47 egzemplarzy 2WLs40 i 153 egzemplarze 2WLs50. Z powodu braków i nieścisłości w zachowanej dokumentacji, informacje o produkcji tych lokomotyw mogą być jednak niepewne, zwłaszcza że miały one numery fabryczne naprzemienne z WLs40/50 i bywały oznakowane takim symbolem, co stwarza możliwość pomyłek.
Podstawowym modelem była lokomotywa na tor szerokości 750 mm, lecz budowano je także zależnie od zamówień na tor szerokości 785 mm, dla kolei górnośląskich. Używane były głównie w kopalniach węgla kamiennego do transportu powierzchniowego, rzadziej w hutach, cukrowniach, kamieniołomach i innych zakładach. Wykonano także przynajmniej 11 lokomotyw na tor 900 mm, z tego trzy dla kolei w Wojewódzkim Parku Kultury i Wypoczynku w Chorzowie.